# Hydratation (physiologie)
« Boire » redirige ici. Pour les autres significations, voir Boire (homonymie) et Hydratation.
Boire

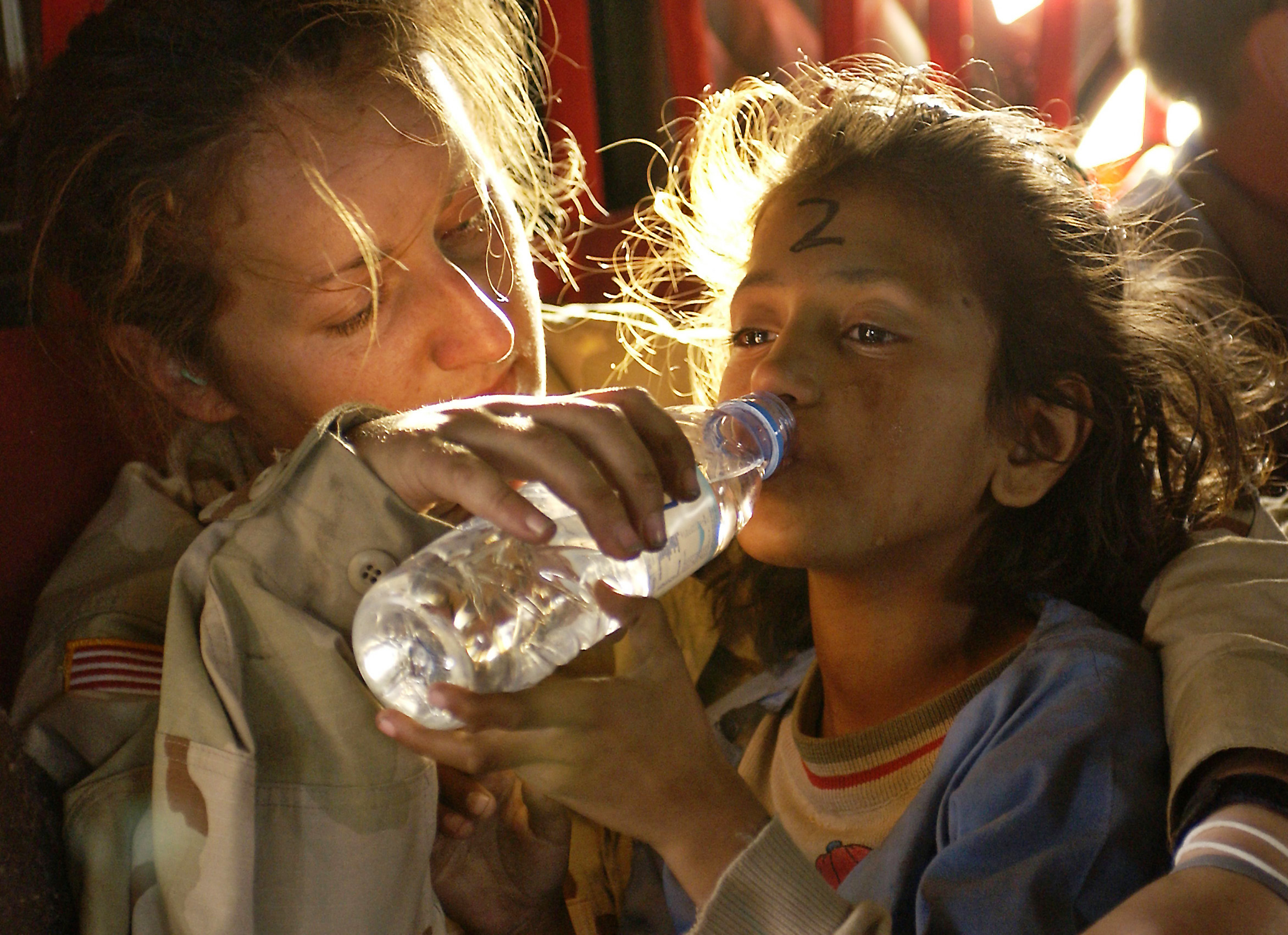
Hydratation d'une petite fille lors d'une opération humanitaire au Pakistan

L’hydratation, en physiologie, est l'absorption d'eau par un être, qui se fait en buvant et en mangeant, ou la réduction de la perte d'eau (hydratation de la peau, du poil). 
L'action de boire ou de fournir de l'eau est appelée abreuvement chez certains animaux, en particulier dans le contexte de l'élevage, des zoos et parcs animaliers, et des animaux de compagnie.

## Hydratation du corps
Cette hydratation est là pour compenser les pertes en eau dues à la miction (urine), la défécation (selles) et à la sudation (transpiration).
Lorsque l'apport d'eau est insuffisant, il y a déshydratation : cela se traduit par une soif lorsque le phénomène est modéré, et peut aller jusqu'à la mort en quelques jours.
Lorsque l'apport d'eau est excessif, il y a hyperhydratation. Cela provoque une dilution du sang (hémodilution) qui va faire baisser la teneur en éléments, ce qui peut causer des troubles (notamment hyponatrémie). Dans les cas extrêmes, cette hémodilution va faire varier la pression osmotique et pouvant aller jusqu’à l’œdème cérébral ou une destruction de certaines cellules (hémolyse).

## Hydratation de la peau
L'hydratation naturelle de la peau est assurée grâce aux :
- film hydrolipidique, barrière cutanée au-dessus de l'épiderme, et qui exerce un effet occlusif en évitant la perte insensible en eau (en)[2] (acronyme PIE répondant à celui de TEWL pour Transepidermal Water Loss). Le TEWL sur une peau normale humaine, au niveau de la plupart des zones du tronc et des membres, est d'environ 5 g/m2/h , il varie de 10 à 20 g/m2/h sur le visage et les organes génitaux où la couche cornée est plus fine[3]. Cela correspond à une perte  pour l'ensemble du corps humain, selon sa taille, de 300 à 400 ml/24 h, compensée par l'apport nutritionnel qui renouvelle[4] l'eau[5] ;
- ciment intercellulaire lipidique de la couche cornée épidermique, jouant aussi un effet barrière[6] ;
- facteurs naturels d'hydratation » (natural moisturizing factors NMF), composés hygroscopiques intracellulaires (présents à l'intérieur des cornéocytes) dans l'épiderme ;
- protéoglycanes du derme, principal réservoir d'eau de la peau grâce à l'association de ces molécules à des chaînes de collagène ou d'acide hyaluronique, macromolécule glucidique aux propriétés hygroscopiques exceptionnelles.